# 2-й украинский казачий полк имени гетмана Павла Полуботка
2-й украинский казачий полк имени гетмана Павла Полуботка (укр. 2-й український полк імені Павла Полуботка) - одно из первых украинских вооруженных формирований в российской армии, сформированное в 1917 году.

## Формирование
В середине мая 1917 года добровольцы в Чернигове, под влиянием агитации самостийников Украинского военного клуба имени гетмана Павла Полуботка, начали самостоятельно объединяться в отдельную воинскую часть. Украинский генеральный военный комитет, ведший в то время переговоры с Временным правительством об украинизации трех военных корпусов российской армии Юго-Западного фронта, решил отправить сформированный полк на фронт. По прибытии в Киев, черниговцы пополнили свои ряды киевскими добровольцами и стали добиваться признания своего формирования 2-м украинским казачьим полком им. гетмана П. Полуботка.

## Мятеж
Отказавшись подчиниться требованию УГВК об отправке на рушившийся фронт, около 5 тыс. солдат остались в Киеве. 18-19 (5-6) июля 1917 они подняли мятеж с целью захвата власти в городе, но он провалился, после чего против командного состава во главе с прапорщиком Романенко (Ромашиным) началось судебное следствие.
Петлюра совместно с другими представителями УГВК убедили «полуботковцев» сложить оружие, после чего 14 (27) июля полк был отправлен на фронт, на передовую в Галицию.

## Дальнейшая судьба
В результате переговоров с военным командованием, представители Украинской Центральной Рады добились официального присвоения воинской части, уже сражавшейся в то время на фронте названия «2-й украинский казачий полк имени гетмана Павла Полуботка». Он входил в состав 3-й стрелковой дивизии 6-го армейского корпуса. Полк участвовал в киевских событиях (ноябрь-декабрь 1917 года) и борьбе с большевиками в январе-феврале 1918 года, после чего распался.